# Control Data Corporation
Control Data Corporation (CDC) era una empresa de mainframes y superordenadores. Fue una de las principales empresas informáticas de Estados Unidos durante la mayor parte de la década de 1960, junto a IBM, Burroughs Corporation, DEC, NCR, General Electric, Honeywell, RCA y UNIVAC. Durante la mayor parte de la década de 1960, Seymour Cray trabajó en la compañía y desarrolló una serie de equipos que por entonces eran los ordenadores más rápidos del mundo, hasta que Cray dejó la empresa para fundar Cray Research (CRI) en la década de 1970. Tras varios años de pérdidas a principios de la década de 1980, en 1988 CDC comenzó a abandonar el negocio de la fabricación de ordenadores y a vender las partes de la empresa, proceso que se completó en 1992 con la creación de Control Data Systems, Inc. Los negocios restantes de CDC operan actualmente como Ceridian HCM, Inc.

## Creación y entrada en el mercado
CDC fue fundada en 1957 por William C. Norris junto con otros disidentes de Sperry Rand y es orientada desde un principio a la fabricación y comercialización de ordenadores de gran potencia. Norris es elegido CEO de la empresa y poco después Seymour R. Cray se une a la CDC, una vez terminado su proyecto con la Armada de los Estados Unidos. 
CDC se inició en el mercado vendiendo componentes para otras compañías, pero su línea de venta cambió con la llegada de Cray. Modificando el diseño del ERA 1103 de 48 bits, se obtuvo la CDC 1604 que contaba con unas características impresionantes en relación con su bajo coste y, por consiguiente, su excelente precio.
Es posible que el coste se viera reducido por el hecho de importar un diseño existente sin tener que sufragar los costes del mismo, pues ya fueron cubiertos por Sperry Rand, empresa donde se desarrolló. 
CDC entra en la década de los 60 con un producto muy competitivo del cual vende su primer ejemplar a la US Navy. Asimismo esta empresa es la responsable del primer minicomputador, el CDC 160, una versión minimizada de 12 bits de su anterior máquina. 
La arquitectura de la CDC 1604 se fue retocando naciendo así la serie CDC 3000 vendida durante toda la primera mitad de los 60's, lo cual permitió a la compañía investigar en el producto que le daría la fama.

## Salto a la fama: CDC 6600
En 1962, Seymour Cray persuadió a William Norris para que CDC creara un laboratorio de supercomputación, el cual se ubicó en Chippewa Falls, Wisconsin. En este nuevo laboratorio Cray, Jim Thornton y Dean Roush formaron equipo con 30 ingenieros más y empezaron a diseñar el ordenador más potente de la época. 
Dos años después nacía, fruto de su trabajo, el CDC 6600, considerado el primer supercomputador de la historia. Este tenía una CPU con registros de 60-bits y usaba 10 procesadores externos (PPU's) para realizar tareas rutinarias como perforar tarjetas o gestionar el disco. Esta división de tareas del 6600 le proporcionó una velocidad de 1 MFlop, algo sin precedentes. Se puede decir que es la primera máquina en aplicar la arquitectura RISC, antes que el término fuera acuñado. 
Debido a la rapidez del 6600 y su reducido coste, unos 7 millones de dólares, CDC se convirtió en una de las empresas más competitivas del sector, lo cual no gustó demasiado a las compañías que dominaban el mercado.

## CDCvs. IBM
Cuando CDC sacó al mercado en 1964 su CDC 6600, IBM, líder del sector, vio que su liderazgo peligraba y se puso en pie de guerra: 
En 1965 IBM inició un proyecto para diseñar una máquina aún más rápida que la CDC 6600, la ACS, proyecto al que se destinaron 200 personas pero que fue cancelado en 1969 sin resultados satisfactorios. 
Y para ganar tiempo comenzó a publicitar una nueva serie de su famosa System/360, que sería tan rápida como la máquina de su reciente competidora. 
CDC perdió gran número de potenciales clientes por este anuncio, pues estos esperaban a ver lo que una empresa de la envergadura de IBM era capaz de crear. Pero no fue más que vaporware. La nueva serie no existía, sino que solo fue anunciada para frenar las ventas de CDC 6600's. 
CDC se dio cuenta del engaño y demandó a IBM por competencia desleal. CDC ganó el litigio obteniendo unos 600 millones de dólares y fue líder en supercomputadoras durante la segunda mitad de los 60 y principios de los 70.

## Marcando diferencia: CDC 7600
El mismo mes en que CDC ganó el litigio con IBM se anunció el CDC 7600, el cual había comenzado a diseñarse antes de la puesta a la venta del 6600. Este nuevo producto era entre 4 y 5 veces más rápido que el anterior y fue considerado, desde 1969 hasta 1975, el ordenador más rápido del mundo a excepción de los productos especializados. Gran parte de su velocidad era debida al uso extensivo del pipelining, técnica que permite a diversas partes del procesador trabajar en diferentes segmentos de la instrucción, simultáneamente.

## El principio del fin: CDC 8600
Seymour Cray, principal diseñador de la compañía, se puso a trabajar en su nuevo producto justo después de finalizar el 7600. Así pues, en 1968, empieza a diseñarse el CDC 8600, el cual debía ser unas 10 veces más rápido que su predecesor el cual aún conservaba el récord de velocidad. 
El 8600 era esencialmente cuatro 7600 en uno, pero mucho más pequeño. La reducción de tamaño permitió acelerar la frecuencia del reloj, debiendo usar memorias de alta velocidad para poder aprovechar los ciclos. Pero había muchos problemas para soldar todos los componentes a las placas con la tecnología disponible, había demasiadas soldaduras juntas que provocaban fallos en las máquinas y por ello Cray consideró necesario rediseñarlo. 
Pero el 8600 nunca se rediseñó. En 1971 CDC tenía problemas económicos debido a un litígio con IBM y todos los departamentos de la empresa debieron reducir su presupuesto en un 10%. Cray estaba trabajando en el 8600 y necesitaba todos los fondos disponibles por lo que optó por rebajarse su salario al mínimo, pero al encontrarse con que debía rediseñar de cero el 8600 los presupuestos de la empresa no se lo permitieron y Norris le obligó a seguir con lo hecho. Bajo estas condiciones Cray decide dejar la CDC y formar Cray Research. 
CDC continuó trabajando en el 8600 hasta que en 1974 sin haber llegado a ningún buen resultado el proyecto fue cancelado y la empresa se dedicó al CDC STAR-100 proyecto que ya estaba en fase de construcción. 

## Tocando fondo: STAR-100
El CDC STAR-100 se empieza a diseñar a partir del contrato que la Comisión de Energía Atómica da a CDC para que construya un computador paralelo masivo para el Laboratorio Nacional Livermore. 
El proyecto STAR-100 liderado por Jim Thornton pretendía aumentar la velocidad del 7600 incrementando el pipelining de la CPU, mediante la técnica hoy conocida como "vector processor". Mientras que el CDC 7600 podía gestionar 8 instrucciones a la vez, el STAR podía hacerlo con 25, siempre y cuando fueran instrucciones que usaran todas las unidades. 
Cuando el STAR fue probado en 1974 resultó tener un rendimiento real menor del esperado, siendo claro que no cubría las necesidades del mercado. Los problemas que aprovechaban significativamente las características del STAR eran muy pocos y muy concretos. La mayor parte de los programas no podían ser vectorizados de forma efectiva, pues los cálculos requerían resultados anteriores reduciendo así el pipelining, por lo que el rendimiento del STAR en estos quedaba muy por debajo de lo requerido. 
Esto decepcionó a todo el personal implicado en su realización y causó la dimisión de Jim Thornton. 

## El último cartucho: Serie Cyber y ETA Systems
Varios ordenadores basados en la arquitectura de los 6600 y 7600 con diversas prestaciones y a distintos precios fueron puestos a la venta a partir de 1972 dentro de la serie CDC Cyber, la cual fue el principal producto de CDC durante los 70's. Dentro de esta serie figuraba el Cyber 205, versión del STAR con la lógica mejorada, pero el Cray-1 usando los mismos patrones de diseño pero con mejores prestaciones, estaba a la venta desde 1976 por lo que los productos Cyber quedaron obsoletos y CDC perdió su puesto en el mercado de los supercomputadores. 
CDC no abandonaba, pero la compañía era incapaz de desarrollar rápidamente algún producto competitivo para volver a ganar terreno, por lo que Norris formó una nueva compañía en 1983, ETA Systems. La meta de esta compañía lanzadera era diseñar una máquina capaz de procesar a 10 GFLOPs, cerca de 40 veces la velocidad del Cray-1. Nunca se llegaron a cumplir los objetivos iniciales, pero se crearon los ETA-10 que estaban entre los computadores más rápidos de la época (el ETA 10-G alcanzaba los 5 GFlops, usando nitrógeno líquido para refrigerarse). 
Se hicieron varias ventas de la serie ETA-10 pero este fue su único producto y después de varios intentos de vender la empresa sin éxito, la mayoría de los empleados fueron despedidos en 1989 y lo poco que quedaba de ETA Systems volvió a CDC.

## Cambiando de mercado: Discos duros
Mientras tanto poderosas firmas japonesas dirigían sus esfuerzos hacia el mercado de la supercomputación y pronto este quedó pequeño, obligando a CDC a buscar otros mercados. 
Uno de estos mercados era el de los discos duros de alto rendimiento, que se estaba volviendo interesante desde que los ordenadores personales empezaron a incluir estos productos a mediados de los 80. 
A principios de los 90 CDC era uno de los grandes en el mercado del disco duro (HD), siendo su serie Wren particularmente famosa entre los usuarios. 
Cabe constatar que CDC fue uno de los co-desarrolladores, junto con Compaq y Western Digital de la, ahora universal, interfaz ATA que permitió rebajar el coste de añadir discos de menores prestaciones. 
En 1992, la CDC decidió, raramente, salir del negocio del hardware, y vendió su línea a Seagate, que se había estado retrasando seriamente en el mercado de los HD's. 
mayo de 1992: CDC separa su negocio en dos compañías: 
- Control Data Systems, Inc. (CDSI), que conservaba el nombre Control Data, dedicada a los ordenadores, y
- Ceridian Corporation, que se encargaría de los servicios de gestión de información y consultoría en general.

Inicialmente CDSI siguió a expensas de las ganancias de Ceridian, hasta que a finales de julio (3 meses después de la partición) Ceridian se deshizo de su "hermano pobre" convirtiéndole en empresa independiente. 
En 1999 CDSI es adquirida por Syntegra.

## Cronología y resumen
- 8 de julio de 1957 Control Data Corporation fue fundada en Minnesota por Fremont Fletcher, Abbot L. Fletcher y D.P. Wassenberg.
- Salió a bolsa con 600.000 acciones vendidas a $1 cada una.
- Las primeras oficinas fueron situadas en el edificio de McGill, 501 Park Avenue, en el centro de Minneapolis.
- William C. Norris fue nombrado presidente de la compañía el 14 de agosto de 1957.
- Contrataron ingenieros formados en UNIVAC que habían trabajado en Sperry-Rand.
- Ese mismo año la CDC adquiere Cedar Engineering
- En 1958 CDC's "Little Character," 1/10-scale prototype de CDC 1604 comienza a estar operacional, se trata del primer supercomputador totalmente con transistores. Recibe el primer pedido para la computadora
- 1959 CDC 1604 se entrega por primera vez. Es una máquina de 48-bits parecida a la propuesta por von Neumann, con los registros de índice agregados. Estaba relacionado con la ERA 1103A.
- CDC 160 se entrega por primera vez. Es una máquina de 12-bits, la primera minicomputadora.
- 1962 - La compañía se establece en unas nuevas oficinas que construyen en Bloomington, Minnesota. La oficina europea se abre en Alfalfa, Suiza. Se entregan la computadora de Polaris Submarines, el 606 606 tape transport, y la impresora 166. El pleito del Sperry Rand se desestimó.
- La CDC 3000, no hecha por Seymour Cray (quién está trabajando en los 6600 junto con Thornton y un equipo de 34 diseñadores que suma) es compatible con la 1604, con funcionalidad, velocidad, y variantes agregadas del sistema.
- 1964 Primer envío de la CDC 6600. La velocidad es 50 la de la CDC 1604, dependiendo de la aplicación alrededor 1 MFLOPS y 60 bit words.
- Marca el punto de partida de la dominación de las máquinas de Seymour Cray en el cómputo científico. Introduce más capacidad de almacenamiento (set of registers), procesadores periféricos (cercanos a los 160) para la entrada-salida, memoria central de la anchura de banda muy alta (32 bancos en el ciclo de 1000 nanosegundos que apoya una CPU en ciclo de 100 nanosegundos). RISC-tipo sistema de instrucción con 15-bits y 30-bits.
- 1965 Se entregó la CDC 6000. Procesadores más baratos, duales y con almacenaje extendido de base (2MW).
- 1969 Primer envío de la CDC 7600, Entre 4 y 5 veces más que los 6600, en gran parte compatible. El Cyber 960-31 operativo por cray-cyber.org es cerca de la mitad del funcionamiento de esta máquina, y del software compatible a los 6600.
- 1972 Seymour Cray deja CDC para fundar Cray Research, Inc
- 1973: IBM enfrenta un juicio con Control Data, terminando por vender el Service Bureau Corporation (SBC) a Control Data.
- 1974 Se presentan los Cyber 70
- 1976 CDC Star-100 es entregada al Lawrence Livermore Lab.
- 1978 Se presentan los 170
- 1980 Se presentan los Cyber 200 así como versiones mejoradas del STAR-100
- 1982 Se presentan los Cyber 180, de 64-bit de memoria virtual, con compatibilidad real de la memoria de 60-bits (6000, 70, 170)
- 1987 ETA-10, sucesor de la familia de Cyber 200. El diseñador fue Neil Lincoln.
- 1991 Una porción de los archivos corporativos de la CDC se dona al instituto de Charles Babbage.
- 1992 Control Data Corporation se divide en Ceridian Corporation y Control Data Systems, Inc.
- 1999 Control Data Systems, Inc., es adquirido por Syntegra.
- Control Data Corporation o CDC fue una de las primeras empresas de supercomputadoras. Durante la mayor parte de los años 60 construyó las computadoras más rápidas del mundo hasta entonces, sólo perdió esa corona en los años 70.
- Fue una de las ocho principales compañías de computadores durante la mayor parte de los años 60.
- La CDC era conocida y tenía reconocimiento, pero actualmente no se le reconoce.

## Productos CDC
- 1604 -- abril de 1958
- 160 -- diciembre de 1959
- 160-A -- abril de 1961
- 1604-A -- mayo de 1962
- 3600 -- mayo de 1962
- 6600 -- julio de 1962
- 3200 -- septiembre de 1962
- 3400 -- enero de 1964
- 3100 -- octubre de 1964
- 6400 -- diciembre de 1964
- 1700 -- octubre de 1965
- 3300 -- noviembre de 1965
- 3500 -- noviembre de 1965
- 6500 -- marzo de 1967
- 7600 -- diciembre de 1968
- Star 100 -- septiembre de 1970
- Cyber 70 Series -- marzo de 1971
- Cyber 170 Series -- abril de 1974
- Cyber 170 Series 700 -- abril de 1979
- Cyber 203 -- enero de 1979
- Cyber 205 -- junio de 1980
- Cyber 170 Series 800 -- abril de 1982